# Imigração japonesa em Leme
A imigração no Brasil iniciou-se oficialmente em 1908 com a chegada de diversas famílias de japoneses que vieram para o trabalho interior paulista com o sonho de enriquecer e retornar. A cultura, a persistência e o trabalho fez com que muitas famílias bem sucedidas fincassem raízes no país. Em Leme, interior de São Paulo, as primeiras famílias se estabeleceram na década de 1940, principalmente como produtores e comerciantes agrícolas. O despertar da cultura japonesa na cidade de Leme deu-se desde de 2008, quando algumas famílias de descendentes de japoneses se organizaram para promover uma demonstração cultural, destacando a comida, dança e música tradicional.

## Cultura
Os vários significados de cultura podem dificultar a definição mais precisa, mas na Antropologia existem algumas definições como o de Edward B. Tylor (1871)
Para ele: “Cultura... é aquele todo complexo que inclui o conhecimento, as crenças, a arte, a moral, a lei, os costumes e todos os outros hábitos e aptidões adquiridos pelo homem como membro da sociedade.”

## A Imigração Japonesa[2]
A maioria dos imigrantes foi absorvida pelo Estado de São Paulo para substituir a mão de obra escrava nas plantações de café. No fim da mesma década, no entanto, a super-produção do café causou a queda do preço e a consequente crise econômica. Quando a crise foi superada graças à política de “estabilização de preços” e a cafeicultura voltou a se expandir, e a introdução de japoneses foi cogitada como solução de emergência devido a falta de mão de obra. A historia da imigração japonesa no Brasil pode ser dividida em três períodos:

1. Período 1908 a 1924 – onde as despesas de transporte dos imigrantes eram subsidiadas pelo governo paulista;
2. Período de 1924 a 1941 – o subsidio pra transporte passou a ser concedido pelo governo japonês, porém o fluxo tornou-se ininterrupto e o Brasil em 1934 adotou a política restritiva de imigração;
3. Período a partir de 1952 – A imigração foi reiniciada e o afluxo aumentou consideravelmente até atingir o auge no inicio da década de 60, diminuindo em seguida, até praticamente cessar a partir da década de 70.

### Os Primeiros Imigrantes em Leme
Há cerca de 70 anos, década de 40, chegaram em Leme as primeiras famílias japonesas, estas dos sobrenomes Shimamura, Kauamura, Yoshida, Imaizumi, que vieram para a região para produção de hortaliças e comércio de diferentes setores. Em um segundo momento, nos anos 60, outras famílias vieram à cidade para ocupar o mesmo espaço econômico, de sobrenome Nagata e Yato/Yado.
Atualmente são cerca de 160 famílias, algo próximo a 800 pessoas descendentes de japoneses, das quais oito famílias se organizam anualmente, desde 2008 para realização do evento da cultura japonesa em Leme. A chegada de multinacionais japonesas à cidade de Leme trouxe grande quantidade de trabalhadores descendentes de japoneses, preferidos pela personalidade disciplinada, mas que não mantém ou praticam a cultura japonesa, uma vez que se encontram imersos e praticantes da cultura brasileira.

### A Comunidade e Cidade
A manifestação cultural que ocorre em Leme-SP tem como principais características  a culinária, a dança (Odori) e a musica (Taiko). Algumas outras influências que devemos levar em consideração, como as empresas de origem japonesa instaladas na cidade e as famílias tradicionais estabelecidas a várias décadas, com um tipo de comércio atuante.

## Principais valores da cultura japonesa
Alguns valores como harmonia 調和 (chōwa), impermanência 無常観 (mujōkan), coletividade 集団主義 (shūdanshugi), hierarquia 序列の秩序 (joretsu no titsujo), respeito aos mais velhos 年配者尊敬 (nenpaisha sonkei) norteiam o povo japonês. esses valores culturais e sociais nipônicos, apresentando de um modo geral os preceitos básicos do Xintoísmo 神道 (shintō), Budismo 仏教 (bukkyō) e Confucionismo 儒教 (jukyō) que vieram sendo construídos desde os primórdios da história japonesa e que foram incorporados pelos governantes desse país ao longo do tempo e aplicados na sociedade japonesa, presentes ainda nos dias de hoje.
Ainda hoje, noções como “honra” e “lealdade” (giri) para com a família, ou com o superior, o sentimento de dívida impagável (on) para com os pais, o respeito pelos mais velhos, o autocontrole das emoções, o silêncio diante de situações adversas, a recusa de formas de ajuda assistencial, a perseverança que, cooptada pelo trabalho, leva homens e mulheres ao esgotamento e ao suicídio, são representações e comportamentos orientados pelos códigos da cultura. A compreensão da maneira como estes códigos são interpretados e perpassam todos os comportamentos, exige portanto a análise da cultura e do habitus japonês.
O confucionismo, no qual este princípio está baseado, ensina que o homem deve buscar estabelecer uma relação de harmonia (wa) com o universo. A aceitação das adversidades, aliada à vontade de vencer, é uma das virtudes que conduz o homem à harmonia. Para os japoneses esta aceitação tem um significado positivo, pois é considerado um sinal de maturidade. Este caminho para a maturidade prevê o aperfeiçoamento das virtudes pessoais. Esta noção, contida na ideia de gambarê, é fundamental para se compreender a motivação subjetiva dos japoneses no Brasil, pois foi sobre este ethos que se fundou a decisão dos imigrantes de aqui permanecer e lutar por condições melhores de vida.
Embora os filhos e netos tenham assimilado valores da cultura brasileira, o comportamento orientado segundo o gambarê não deixou de existir, pelo contrário, encontra-se vivo e atuante, como habitus, entre os descendentes dos imigrantes japoneses, que hoje retornam ao Japão. No atual contexto produtivo, as empresas japonesas incorporam este espírito em favor do aumento da produtividade, silenciando o cansaço e legitimando o domínio do capital.